# Archieparchia iwano-frankiwska
Archieparchia iwano-frankiwska – archieparchia kościoła greckokatolickiego na Ukrainie. 
Odtworzona w 1991 jako kontynuatorka eparchii stanisławowskiej. 29 listopada 2011 podniesiona do rangi archieparchi. Obecnym ordynariuszem jest Wołodymyr Wijtyszyn. Kościołem katedralnym jest Sobór katedralny Zmartwychwstania Chrystusa w Iwano-Frankiwsku.